# Președintele Republicii Palau
Președintele Republicii Palau este șeful guvernului și șeful statului Palau. Președintele este ales direct pentru un mandat de patru ani și poate fi reales o dată.

## Lista președinților republicii Palau
Toți președinții sunt independenți din punct de vedere politic.
| Număr | Poză                                              | Nume (Birth–Death)                | mandat               | mandat                      | mandat          | Alegere                                                     | Vicepreședinte                                               |
| Număr | Poză                                              | Nume (Birth–Death)                | Începutul mandatului | Sfârșitul mandatului        | În funcție      | Alegere                                                     |                                                              |
| ----- | ------------------------------------------------- | --------------------------------- | -------------------- | --------------------------- | --------------- | ----------------------------------------------------------- | ------------------------------------------------------------ |
| 1     |                                                   | Haruo Remeliik (1932–1985)        | 2 martie 1981        | 30 iunie 1985 (Asasinat)    | 4 ani, 119 zile | 1980 (31,2%)                                                | Alfonso Oiterong (1924–1994)                                 |
| 1     | 1984 (50,9%)                                      | Haruo Remeliik (1932–1985)        | 2 martie 1981        | 30 iunie 1985 (Asasinat)    | 4 ani, 119 zile |                                                             | Alfonso Oiterong (1924–1994)                                 |
| 2     |                                                   | Thomas Remengesau Sr. (1929–2019) | 30 iunie 1985        | 2 iulie 1985                | 2 zile          | —                                                           | Vacant                                                       |
| 3     |                                                   | Alfonso Oiterong (1924–1994)      | 2 iulie 1985         | 25 octombrie 1985           | 115 zile        | —                                                           | Vacant                                                       |
| 4     |                                                   | Lazarus Salii (1937–1988)         | 25 octombrie 1985    | 20 august 1988 (sinucidere) | 2 ani, 299 zile | 1985 (53,9%)                                                | Thomas Remengesau Sr. (1929–2019)                            |
| 2     |                                                   | Thomas Remengesau Sr. (1929–2019) | 20 august 1988       | 1 ianuarie 1989             | 134 zile        | —                                                           | Vacant                                                       |
| 5     |                                                   | Ngiratkel Etpison (1924–1997)     | 1 ianuarie 1989      | 1 ianuarie 1993             | 4 ani           | 1988 (26,3%)                                                | Kuniwo Nakamura (1943–2020)                                  |
| 6     |                                                   | Kuniwo Nakamura (1943–2020)       | 1 ianuarie 1993      | 1 ianuarie 2001             | 8 ani           | 1992 (37,3%) (Primul tur) (50,7%) (Al doilea tur)           | Thomas Remengesau Jr. (1956–)                                |
| 6     | 1996 (52,7%) (Primul tur) (64,3%) (Al doilea tur) | Kuniwo Nakamura (1943–2020)       | 1 ianuarie 1993      | 1 ianuarie 2001             | 8 ani           |                                                             | Thomas Remengesau Jr. (1956–)                                |
| 7     |                                                   | Thomas Remengesau Jr. (1956–)     | 1 ianuarie 2001      | 15 ianuarie 2009            | 8 ani, 14 zile  | 2000 (52%)                                                  | Sandra Pierantozzi (1951–) 19 ianuarie 2001– 1 ianuarie 2005 |
| 7     | 2004 (66,31%)                                     | Thomas Remengesau Jr. (1956–)     | 1 ianuarie 2001      | 15 ianuarie 2009            | 8 ani, 14 zile  | Elias Camsek Chin (1949–) 1 ianuarie 2005– 15 ianuarie 2009 |                                                              |
| 8     |                                                   | Johnson Toribiong (1946–)         | 15 ianuarie 2009     | 17 ianuarie 2013            | 4 ani, 2 zile   | 2008 (51,12%)                                               | Kerai Mariur (1951–)                                         |
| 9     |                                                   | Thomas Remengesau Jr. (1956–)     | 17 ianuarie 2013     | 21 ianuarie 2021            | 8 ani, 286 zile | 2012 (49,08%)                                               | Antonio Bells (1948–) 17 ianuarie 2013– 19 ianuarie 2017     |
| 9     | 2016 (51,3%)                                      | Thomas Remengesau Jr. (1956–)     | 17 ianuarie 2013     | 21 ianuarie 2021            | 8 ani, 286 zile | Raynold Oilouch (1989–) 19 ianuarie 2017–prezent            |                                                              |